# Viano
Viano (emilián nyelven Viân) település Olaszországban, Emilia-Romagna régióban, Reggio Emilia megyében. Lakosainak száma 3393 fő (2023. január 1.). Viano Albinea, Baiso, Carpineti, Casina, Castellarano, Scandiano és Vezzano sul Crostolo községekkel határos.

## Népesség
A település lakossága az elmúlt években az alábbi módon változott:
| Lakosok száma | 3356 | 3337 | 3393 |
|               | 2017 | 2018 | 2023 |